# Lensia subtilis
Lensia subtilis is een hydroïdpoliep uit de familie Diphyidae. De poliep komt uit het geslacht Lensia. Lensia subtilis werd in 1886 voor het eerst wetenschappelijk beschreven door Chun. 